# Seu de Santarém
La Seu de Santarém, abans coneguda com a Església de Nossa Senhora da Conceição del Col·legi de Jesuïtes o Església del Seminari, és un temple situat al centre històric de la ciutat de Santarém, a la freguesia de Sâo Salvador.

## Història
Aquest temple jesuïta, datat del segle xvii, s'alçà on es trobava el Palau Reial d'Alcáçova Nova, que es trobava abandonat des del temps de Joan II. Més tard, amb l'expulsió dels jesuïtes de Portugal, per ordre del marqués de Pombal, l'edifici acollí el Seminari Patriarcal donat per Maria I, i romangué així fins al segle XX.
Quan es creà la diòcesi de Santarém, el 1975, l'església fou elevada a catedral.

## Museu Diocesà de Santarém

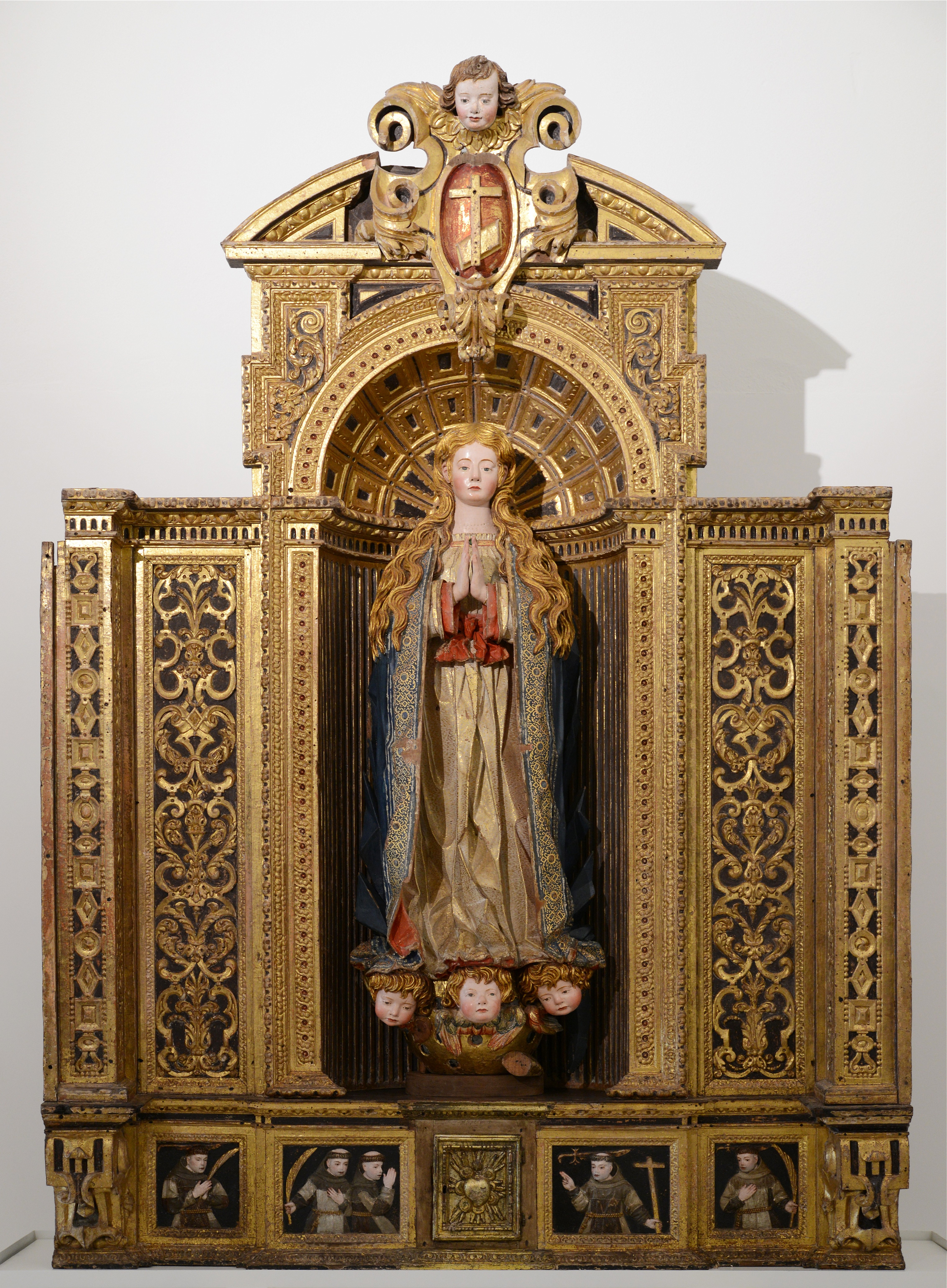
Retaule de la Immaculada Concepció (s. XVII) al Museu Diocesà de Santarém

El Museu Diocesà de Santarém es troba al Palau Episcopal, en edifici contigu a la Seu de Santarém.
El museu fou inaugurat el 12 de setembre de 2014 pel president de la República Aníbal Cavaco Silva, en presència d'autoritats civils i eclesiàstiques.
El museu té en exposició permanent prop de 150 peces, sobretot d'art sacre, d'un total de 300 que se'n restauraren des que començà, al 2005, el procés de restauració de les peces de la diòcesi.